# Chauliops lobatula
Chauliops lobatula är en insektsart som beskrevs av Gustav Breddin 1907. Chauliops lobatula ingår i släktet Chauliops och familjen Malcidae. Inga underarter finns listade i Catalogue of Life.